# Giacomo Caprotti

Caprotti som modell för da Vincis "Johannes Döparen", 1513-1516, Louvren, Paris.

Gian Giacomo Caprotti da Oreno (född 1480, död 19 januari 1524), kallad il Salaìno (den lille djävulen) eller Andrea Salai, var en modell och konstnär från Florens. Han studerade under Leonardo da Vinci från tio års ålder, fick smeknamnet av honom åtminstone i 14-årsåldern och arbetade som hans modell och assistent.
Etter Leonardos död ärvde Caprotti hans vingård i Milanotrakten.

## Verk

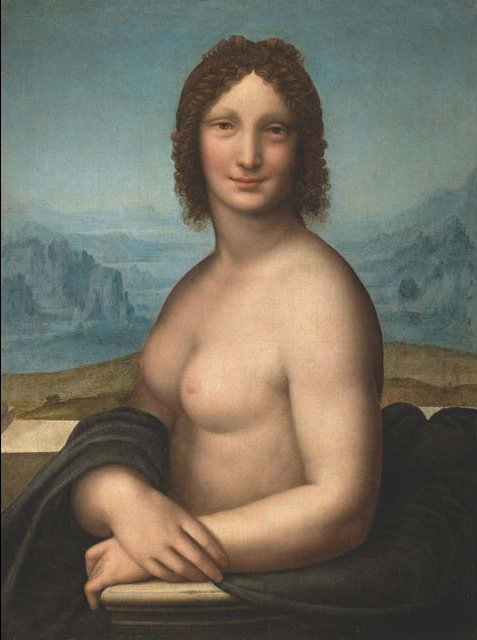
"Mona Vanna", 1515.

Även om Caprotti alltid omtalades som Leonardos elev, sågs hans målningar alltid som underlägsna Leonardos andra elevers målningar. År 1515, ett decennium efter att Leonardo hade målat "Mona Lisa", målade Caprotti under namnet Andrea Salai "Mona Vanna", en nakenbild av Lisa del Giocondo. Efter Leonardos död var det Caprotti som ärvde "Mona Lisa".

## Berömd uppfinning
Det finns en skiss av en cykel som anses vara gjord av Caprotti. Det är i så fall den första idéskissen till en cykel. De flesta källorna är emellertid eniga om att teckningen är betydligt nyare (1960-talet), och att skissen alltså är en förfalskning.